# Scylacosaurus sclateri
Scylacosaurus sclateri (лат.) — вымерший вид некрупных примитивных хищных тероцефалов позднепермской эпохи. Единственный вид рода Scylacosaurus .

## Описание
Длина черепа 18 см. Череп низкий, довольно узкий. Сохраняются заклыковые зубы (примерно 8 пар). Мощные резцы и клыки. Вторичное нёбо не развито. Нижняя челюсть низкая и длинная, в ней преобладает зубная кость. Известен из зоны Cistecephalus конца поздней перми Южной Африки. Вероятно, представляет реликтовую ветвь примитивных тероцефалов (относится к примитивному семейству Scylacosauridae).